# 栢野社
栢野社（かやのしゃ）、栢野寺から改称。栢野大杉のある神社の中期の呼称。

## 概要
僧泰澄の白山信仰の栢野寺として開山したが、当時の宗教勢力に従い平安時代、平泉寺や豊原寺（福井県坂井市丸岡町）に属し改称した。明治20年に菅原神社へと更に改称した。
栢野社と称し加賀一向一揆平定の頃まで交通の要所と霊地として刈安山、風谷峠（かぜたにとうげ）、大内峠（おおちとうげ）を越えて福井県あわら市権世、市野々、竹田へと加賀と越前を結んだ。栢野社の時代、倶利伽羅峠の戦い、篠原の戦い後源氏木曾義仲軍は、牛ノ谷峠やこの地を経て越前まで越えて敗退する平氏軍を追撃し京へ上洛したと伝えられる。